# Віктор Максиміліан Оссолінський
Віктор Максиміліан Оссолінський (пол. Wiktor Maksymilian Ossoliński; 10 вересня 1790 — 27 вересня 1860) — політичний і військовий діяч Варшавського герцогства і царства Польського в складі Російської імперії, перекладач, публицист, письменник.

## Життєпис
Походив з польського магнатського роду Оссолінських гербу Топор, старшої гілки. Син Юзефа Каетана Оссолінського, підляського каштеляна, і його другої дружини Марія Барбари Залеської. 1802 року після розлучення батьків залишався з батьком у маєтку Рудка під Білостоком.
У 1808—1809 роках служив у 1-го полку кінних стрільців Варшавського герцогства. 1809 року призначається підпоручиком і ад'ютантом князя Юзефа Понятовського, з яким брав участь у військовій кампанії проти Австрійської імперії в Галичині. Зазвитягу в ній нагороджений золотим хрестом ордену «Virtuti Militari». У 1810 року отримує звання поручика, 1811 року — капітана, 1812 — майора 14-го кірасирського полку. Брав участь у франко-російській війні 1812 року, під час якої потрапив у полон. Отримав орден Почесного легіону.
Звільнився у 1814 році. З 1815 року командував ескадроном 5-го полку кінних стрільців армії Царства Польського. 1818 року отримав чин підполковника. У 1819 році звільнився з військової служби.
Починаючи з 1820-х років був масоном, членом масонської «Брати Єдини», а у 1821—1826 роках — активістом Патріотичного товариства. Підтримував контакт від імені Центрального відділу з філіями товариства на Волині, Поділлі та Україні. У 1823—1825 роках зв'язувався від імені Патріотичного товариства з членами Південного товариства декабристів, переважно Миколою Раєвським, Сергієм Муравйовим-Апостолом, Михайлом Бестужовим-Рюміним. 1825 року також передавав лідерам Патріотичного товариства інструкції генерала Карла Князевича з Дрездену. У лютому 1826 року разом з іншими членами Патріотичного товариства був заарештований і запроторений до монастиря кармелітів у Варшаві, потім протягом деякого часу перебував за гратами в Санкт-Петербурзі. У розслідуванні, яке проводилося у 1826—1827 роках спеціальним слідчим комітетом, а з 1827 року — представниками сеймового суду, він піддавався неодноразовим допитам, на яких поводився гідно та відповідально. У 1828 році вироком суду в Санкт-Петербурзі був засуджений на рік у фортеці та довічний нагляд поліції.
1834 року після смерті батька почав поділ спадкованих володінь з сестрою Констанцією та її чолвоіком Томашом Лубенським. Через непорозуміння було вирішено продати картинну галерею батька.
1858 року обирається членом сільськогосподарського товариства у Царстві Польському, 1859 року — член-кореспондентом Галицького сільськогосподарського товариства. Помер 1860 року. Його було поховано у костелі св. Антонія Падуанського у Чернякуві. Свої володіння він заповів представнику іншої лінії роду, Єжи Віктору Оссолінському.

## Творчість
1820 року переклав і видав у Варшаві твір з галузі військової тактики «Польова кавалерійська служба» Фрідріха Вільгельма фон Бісмарка. 1848 року опублікував "Спогади Підляшшя. Про історичне урочище під назвою «Кумат».
Був автором статей у «Бібліотеці Варшавській».

## Маєтки
Власник Рудків, Оссоліна, Чернякува та палацу на вулиці Тломаці у Варшаві.

## Родина
Дружина (з 1821 року) — Софія, донька графа Олександра Франтішека Ходкевича
Діти:
- Ванда Софія (1822—1907), дружина: 1) граф Томаша Потоцького; 2) князя Станіслава Яблоновського